# Andy Davidson (futbolista)
Andrew Davidson (Lanarkshire, 13 de julio de 1932 - Ibídem, 5 de abril de 2014) fue un futbolista británico que jugaba en la demarcación de defensa.

## Biografía
Tras jugar en el equipo juvenil del Douglas Water Thistle, Davidson fichó por el Hull City AFC en 1952. Jugó en el club durante 16 temporadas, en las que llegó a jugar 520 partidos de liga en la Football League, y 579 englobando todas las competiciones. De esta manera se convirtió hasta la fecha en el futbolista con más partidos jugados para el club. Además con el club llegó a ganar una Football League One en 1966.
Falleció el 5 de abril de 2014 en Lanarkshire a los 81 años de edad.

## Clubes
| Club          | País       | Año         | Partidos | Goles |
| ------------- | ---------- | ----------- | -------- | ----- |
| Hull City AFC | Inglaterra | 1952 - 1968 | 579      | 18    |

## Palmarés

### Campeonatos nacionales
| Título              | Club          | País       | Año  |
| ------------------- | ------------- | ---------- | ---- |
| Football League One | Hull City AFC | Inglaterra | 1966 |